# Claudio Romero
Claudio Ignacio Romero Beltrán (Santiago, 10 de julio de 2000) es un atleta chileno especializado en el lanzamiento de bala y Lanzamiento de disco. Se hizo conocido por obtener una medalla de oro en el Campeonato Mundial de Atletismo Sub-18 en Nairobi, Kenia, realizado en julio de 2017.

## Carrera
En sus primeros años escolares, Romero practicaba rugby, aprovechando su gran envergadura física. Un profesor de su establecimiento, en ese entonces el Saint Gabriel's School, lo llevó al atletismo y fue así como llegó a probarse al Club Deportivo Universidad Católica.[cita requerida]
En 2017, Romero participó en el Campeonato Mundial de Atletismo Sub-18. Durante su participación en la final del lanzamiento del disco superó al ucraniano Oleksiy Kyrylin con un lanzamiento de 64,33 metros, obteniendo la medalla de oro de la categoría. Además, obtuvo el cuarto lugar en el lanzamiento de la bala en la misma competición
En julio de 2018, Romero obtuvo la medalla de bronce en el lanzamiento del disco en el Campeonato Mundial de Atletismo Sub-20 realizado en Tampere, Finlandia, al registrar una marca de 60,81 metros.
En junio de 2022, Romero anotó un registro de 66,17 metros para ganar el oro la División I de la NCAA, coronándose campeón nacional universitario en Estados Unidos de lanzamiento del disco, representando a Virginia, en una prueba disputada en el Hayward Field de Eugene, Oregón.
En 2025, Romero rompió su propio récord nacional en el lanzamiento del disco y  logró la clasificación al Campeonato Mundial de Tokio 2025, con una marca 69,65 m. El mismo año consiguió la medalla de oro en el Campeonato Sudamericano de Atletismo en Mar del Plata, con un lanzamiento de 64,13 m.

## Palmarés internacional
| Campeonato Mundial Sub-20      | Campeonato Mundial Sub-20 | Campeonato Mundial Sub-20 | Campeonato Mundial Sub-20 |
| Año                            | Lugar                     | Medalla                   | Prueba                    |
| ------------------------------ | ------------------------- | ------------------------- | ------------------------- |
| 2018                           | Tampere, Finlandia        | Medalla de bronce         | Lanzamiento de disco      |
| Campeonato Mundial Sub-18      |                           |                           |                           |
| Año                            | Lugar                     | Medalla                   | Prueba                    |
| 2017                           | Nairobi, Kenia            | Medalla de oro            | Lanzamiento de disco      |
| Campeonato Panamericano Sub-20 |                           |                           |                           |
| Año                            | Lugar                     | Medalla                   | Prueba                    |
| 2017                           | Trujillo, Perú            | Medalla de oro            | Lanzamiento de disco      |
| 2019                           | San José, Costa Rica      | Medalla de oro            | Lanzamiento de disco      |

## Competiciones internacionales
Datos basados en la información entregada por la Asociación Internacional de Federaciones de Atletismo.
| Año  | Campeonato                                  | Lugar                 | Resultado | Categoría        | Marca |
| ---- | ------------------------------------------- | --------------------- | --------- | ---------------- | ----- |
| 2016 | Campeonato Mundial de Atletismo Sub-20      | Bydgoszcz, Polonia    | 8º        | Disco (1,750 kg) | 56.37 |
| 2016 | Campeonato Sudamericano de Atletismo Sub-18 | Concordia, Argentina  | 2º        | Disco (1,500 kg) | 60.49 |
| 2016 | Campeonato Sudamericano de Atletismo Sub-18 | Concordia, Argentina  | 2º        | Bala (5 kg)      | 19.14 |
| 2017 | Campeonato Sudamericano de Atletismo Sub-20 | Leonora, Guyana       | 2º        | Bala (6 kg)      | 16.48 |
| 2017 | Campeonato Sudamericano de Atletismo Sub-20 | Leonora, Guyana       | 3º        | Disco (1,750 kg) | 52.23 |
| 2017 | Campeonato Mundial de Atletismo Sub-18      | Nairobi, Kenia        | 4º        | Bala (5 kg)      | 19.22 |
| 2017 | Campeonato Mundial de Atletismo Sub-18      | Nairobi, Kenia        | 1º        | Disco (1,500 kg) | 64.33 |
| 2017 | Campeonato Panamericano de Atletismo Sub-20 | Trujillo, Perú        | 9º        | Bala (6 kg)      | 16.38 |
| 2017 | Campeonato Panamericano de Atletismo Sub-20 | Trujillo, Perú        | 1º        | Disco (1,750 kg) | 62.09 |
| 2017 | Juegos Bolivarianos                         | Santa Marta, Colombia | 3º        | Disco            | 53.42 |
| 2018 | Campeonato Sudamericano de Atletismo Sub-23 | Cuenca, Ecuador       | 4º        | Disco            | 50.65 |
| 2018 | Grand Prix CDUC                             | Santiago, Chile       | 1º        | Disco (1,750 kg) | 58.96 |
| 2018 | Werfertage                                  | Halle, Alemania       | 2º        | Disco (1,750 kg) | 58.03 |
| 2018 | Bauhaus Juniorengala                        | Mannheim, Alemania    | 5º        | Disco (1,750 kg) | 56.63 |
| 2018 | Campeonato Mundial de Atletismo Sub-20      | Tampere, Finlandia    | 3º        | Disco (1,750 kg) | 60.81 |
| 2019 | GP Manuel Consigliere                       | Lima, Perú            | 2º        | Disco            | 53.87 |
| 2019 | Campeonato Sudamericano de Atletismo        | Lima, Perú            | 3º        | Disco            | 54.31 |
| 2019 | Campeonato Sudamericano de Atletismo Sub-20 | Cali, Colombia        | 1º        | Disco (1,750 kg) | 62.68 |
| 2019 | Campeonato Panamericano de Atletismo Sub-20 | San José, Costa Rica  |           | Bala (6 kg)      |       |
| 2019 | Campeonato Panamericano de Atletismo Sub-20 | San José, Costa Rica  | 1º        | Disco (1,750 kg) | 62.07 |